# صدف‌های سراستودرما
صدف‌های سراستودرما(نام علمی: Cerastoderma) نام یک سرده از تیره صدف راه‌راه است.